# Farbband

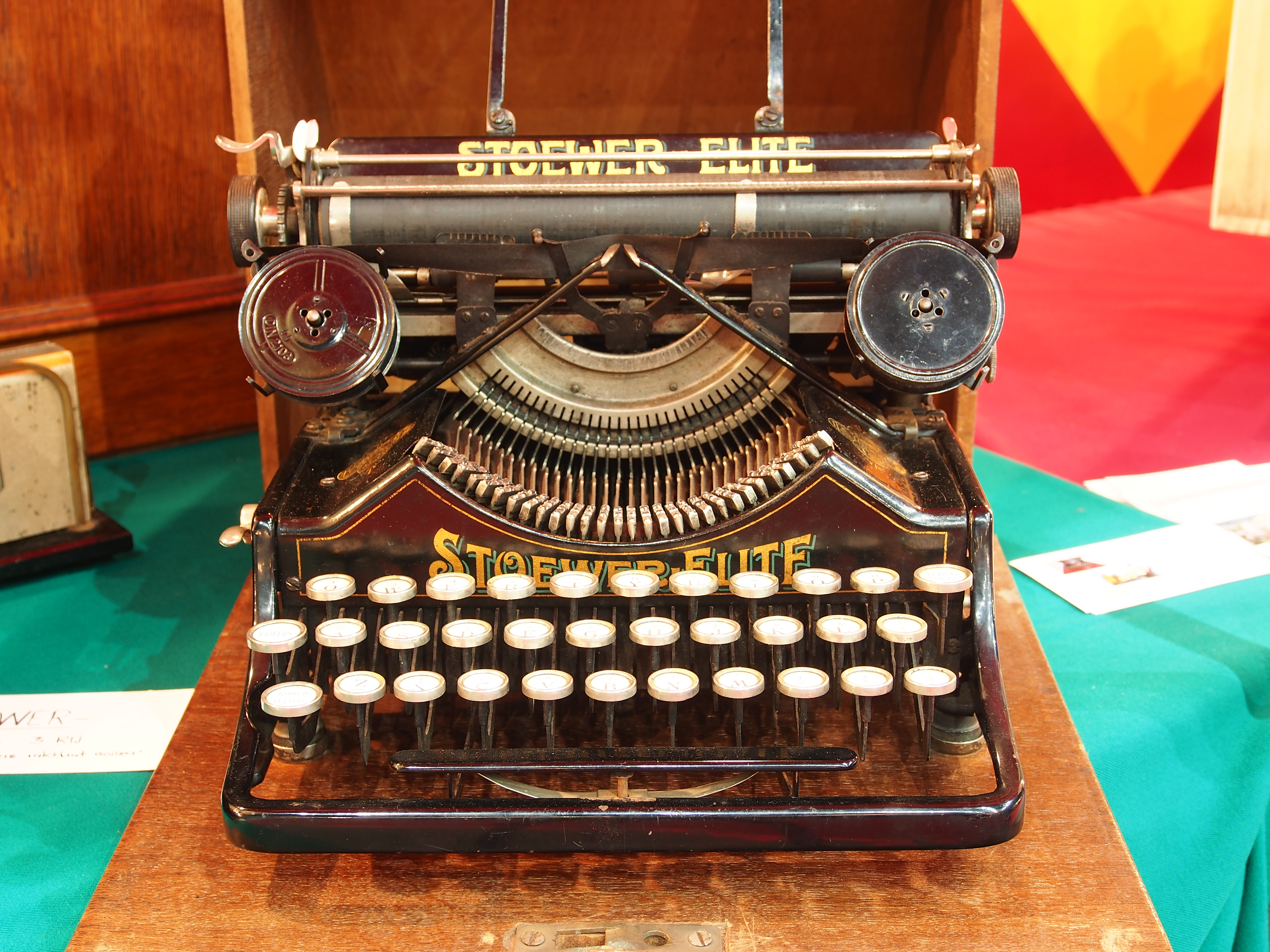
Farbbandspulen in einer alten Schreibmaschine

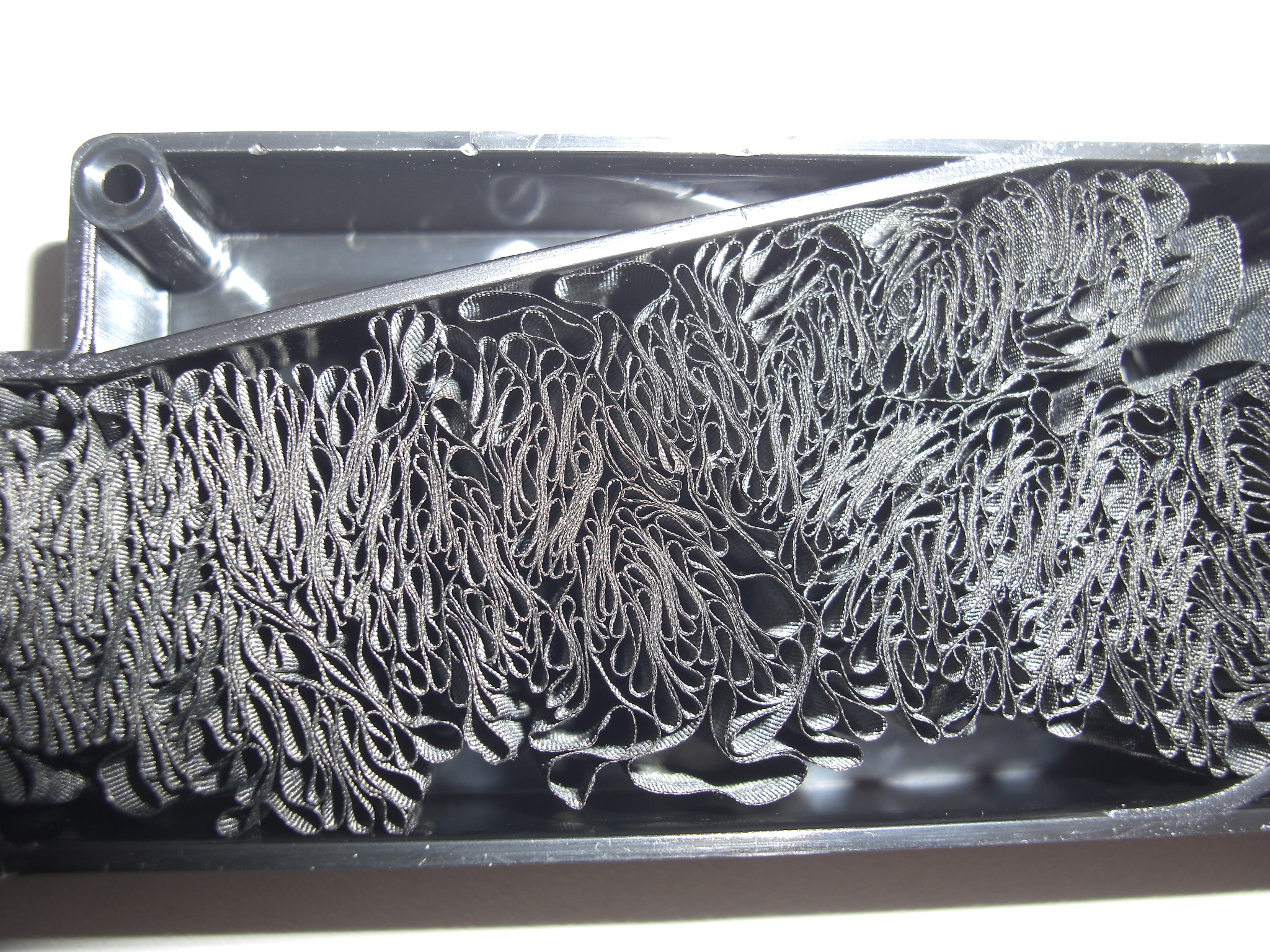
Geöffnete Farbband-Kassette ERC-38 aus einem Bondrucker (EPSON TM-U210)

Das Farbband ist ein Träger von Druckfarbe, der hauptsächlich in Schreibmaschinen, Impact-Druckern und Rechenmaschinen mit Druckwerk eingesetzt wird. Heute sind Farbbänder ein Nischenprodukt für diese Geräte, die inzwischen weitgehend durch PC-Systeme mit anderer Drucktechnologie (z. B. Tintenstrahl- und Laserdrucker) abgelöst wurden.

## Historisches
Die erste Schreibmaschine mit Farbband konstruierte 1855 der Italiener Giuseppe Ravizza aus Novara. Danach statteten auch andere Hersteller wie Remington oder 1878 der dänische Konstrukteur Rasmus Malling-Hansen ihre Maschinen mit Farbbändern aus, nachdem z. B. Malling-Hansens erste Modelle der „Schreibkugel“ die Schrift mit Kohlepapier sichtbar gemacht hatten.

## Farbbandsysteme
Farbbänder sind meist offen zwischen zwei einzelnen Spulen oder in einer Kassetteneinheit montiert. Bei offener Montage wird nur eine einzelne mit einem neuen Farbband gefüllte Spule nachgekauft und der Anfang des neuen Farbbandes in die verbliebene leere Spule eingehakt. Danach ist das Farbband korrekt und vorsichtig in die mechanischen Führungsprofile einzufädeln. Am Ende des Farbbandes wird ein automatischer Richtungswechsel geschaltet, und das Band läuft in die Gegenrichtung. Es gibt nur wenige Spulengrößen, sodass noch fast alle Maschinen mit Verbrauchsmaterial unterstützt werden. Bei Maschinen modernerer Bauart werden Farbbandkassetten verwendet. Sie enthalten bereits die benötigten Spulen und werden als Einheit ohne manuelles Einfädeln gewechselt. Textilbänder laufen meist ohne Spulen in einer Endlosschlaufe. Kassetten sind in sehr vielen Formaten erhältlich. Deshalb werden heute in diesem kleiner werdenden Markt nicht mehr alle Modellreihen unterstützt, und es sind für ältere Modelle, wenn überhaupt, die Bänder nur noch in einer Farbe erhältlich. Während in Schreibmaschinen meist kompakte Kassetten verwendet werden, die mit der Druckeinheit mitgeführt und zeichenweise gespult werden, sind sie für einige Rechenmaschinen oder Nadeldrucker in längerer Bauform für eine vollständige Zeilenlänge erhältlich und werden zusammen mit der Rückführung des Druckwerks gespult. Als Sonderform werden Hochleistungszeilendrucker in der EDV je nach Zahl der möglichen Anschlagpositionen mit Farb- bzw. Drucktüchern bis zu 420 mm Breite bespannt.

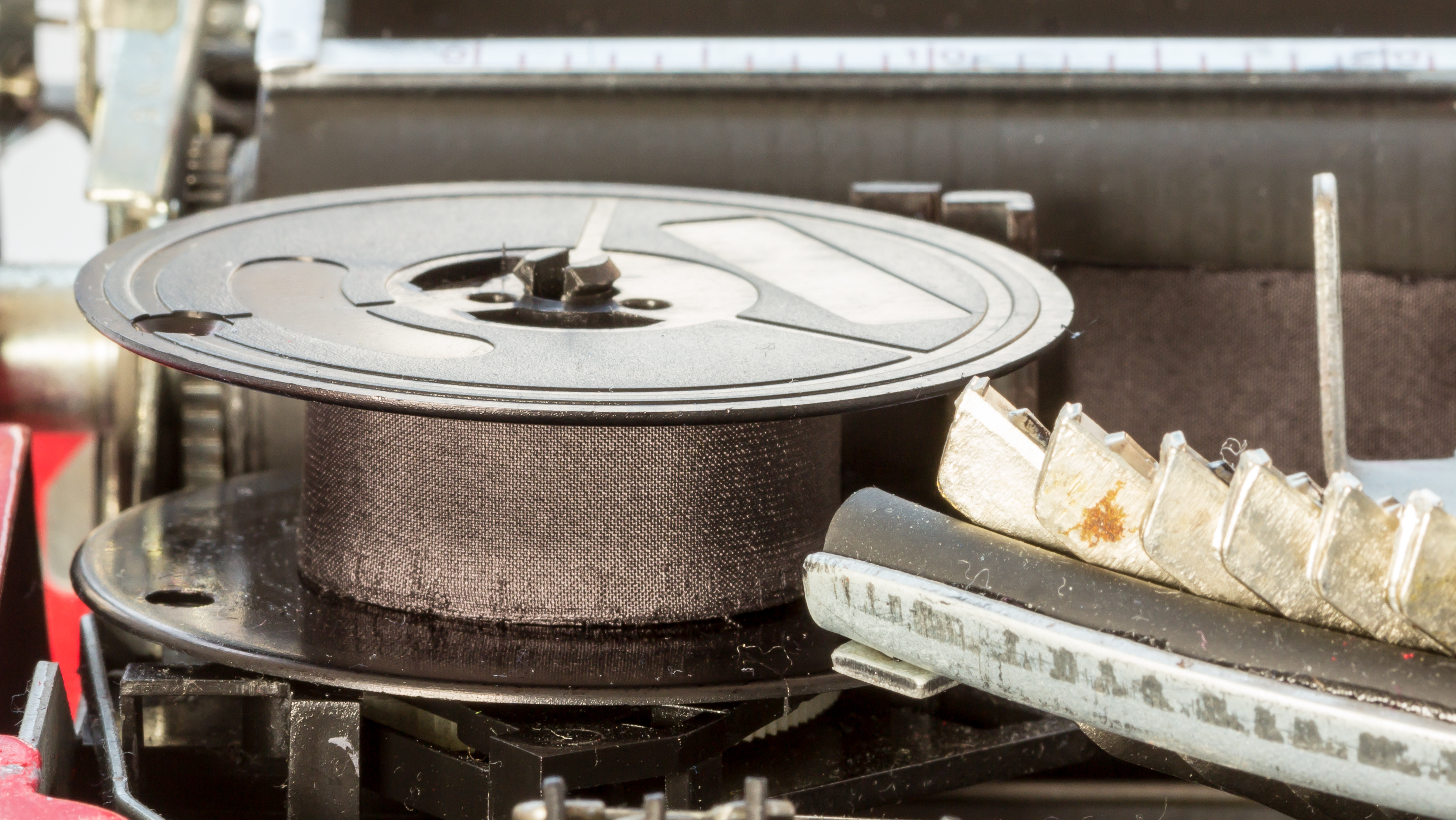
Schwarzes Textil-Farbband

## Textilbänder
Die Standardform des Farbbandes ist ein einfarbig getränktes Textilgewebeband. Es besteht heute meist aus Nylon, seltener aus Seide und früher aus Baumwolle. Die Tränkung ist so eingestellt, dass ein druckloses Berühren des Papiers nicht zur Einfärbung führt. Erst der Anschlag einer Type überträgt mit den erhabenen Bereichen durch Druck den im Gewebe enthaltenen Farbstoff heraus. Damit die Typen selbst keine Farbe annehmen, sind sie oftmals verchromt. Durch die Übertragung auf das Papier wird zwar lokal Farbstoff entzogen, durch Kapillarwirkung gleicht jedoch die Farbe aus angrenzenden Bereichen diesen lokalen Farbmangel innerhalb kürzester Zeit wieder aus. Für die üblichen Büroschreibmaschinen wurden meist Farbbänder mit einer Breite von 13 mm (entsprechen einem halben Inch) bei rund sechs Metern Länge verwendet. Kassettenbänder sind wegen der meist präziseren Mechanik schmaler, ihre Länge ist von der Bauform der Kassette abhängig.
Die Maße und Beschaffenheit von Gewebefarbbändern sind in DIN 2103 festgelegt. Die Abmessungen der Spulen werden in DIN 32755 beschrieben.

### Farben
Zur Hervorhebung oder zum Ausdruck negativer Zahlwerte in Rot werden auch Farbbänder mit einer hälftigen schwarzen über einer roten Tränkung eingesetzt. An der Trennlinie zwischen den Farben wird die Kapillarwirkung durch eine Schweißnaht im Gewebe verhindert. Damit Nadeldrucker Ausdrucke mit farbiger Grafik erzeugen konnten, gab es sogar Farbbänder mit den vier Standarddruckfarben Schwarz, Cyan, Magenta und Gelb übereinander. Gewebebänder gab es, als mechanische Schreibmaschinen noch verbreitet waren, in verschiedenen Farben: Schwarz, Schwarz-Rot, Grün-Rot, Blau, Braun, Violett, Grün, möglicherweise auch Schwarz-Grün. In den Anfangsjahren der Schreibmaschine wurden auch violette Farbbänder verwendet. Häufig verwendet wurden aber nur schwarze und schwarz-rote Farbbänder, die inzwischen noch am ehesten erhältlich sind.

### Korrekturhilfen für Gewebebänder
Als bereits Korrekturhilfen für Karbonbänder auf dem Markt erhältlich waren, wurden auch für Gewebebänder Korrekturmöglichkeiten entwickelt. Sie überdecken falsche Zeichen mit einer deckenden weißen Farbe. Bei Farbbändern mit Korrekturstreifen wurde die eine Hälfte des Gewebebandes durch ein farbloses Gewebe mit einer Schicht aus Korrekturweiß ersetzt. Dieser Farbstreifen hat noch eine zusätzliche Folie, die die Typen schützt. Es gibt außerdem Korrekturblättchen mit einer ähnlichen Deckfarbe, die vor dem erneuten Anschlag der falschen Type manuell über das Papier gehalten wird.

## Karbonbänder
Der Abdruck durch ein getränktes Gewebeband hindurch kann niemals die Qualität des Buchdrucks erreichen. Es ist immer die Gewebestruktur zu erkennen. Diesen Mangel beheben sogenannte Karbonfarbbänder. Karbonbänder sind mit Farbe und einem Bindemittel beschichtete, sehr dünne Kunststofffolienstreifen. Die Farbbeschichtung ist besonders feinkörnig, vergleichbar einem Rußbelag. Ursprünglich bestand die Farbe aus feinem Kohlenstoff, heute werden meist kunstharzhaltige Stoffmischungen ohne zusätzliches Bindemittel verwendet. In beiden Fällen ist die Farbschicht sehr empfindlich. Durch äußere Einwirkung kann die Farbe leicht verwischen oder sich teilweise ablösen. Sie ist dadurch in der Regel nicht dokumentenecht. Außer diesen einfach beschichteten Bändern gab es mehrfach beschichtete sogenannte Multikarbonbänder. Den besten Abdruck erhält man jedoch mit nur einlagiger Beschichtung. Außer in den Kassetten für Kugelkopf- und Typenradschreibmaschinen gab es Karbonbänder auf 13-mm-Farbbandspulen. Auch bei den Karbonbändern standen verschiedene Farben zur Auswahl. Heute sind meist nur noch schwarze Karbonbänder als Verbrauchsmaterial erhältlich.

### Korrekturfähigkeit

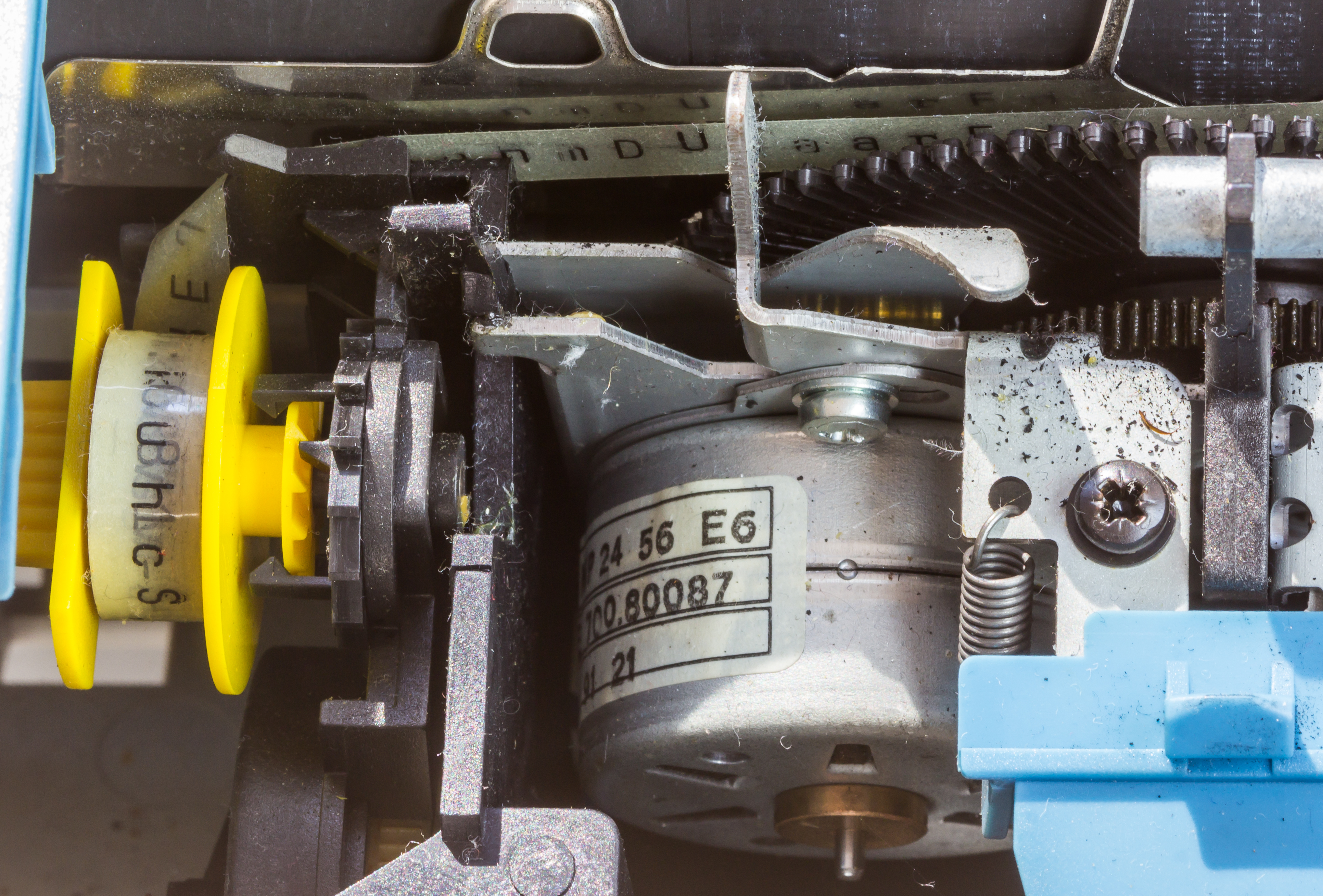
Die abgelösten Buchstaben sind auf dem Korrekturband in einer Typenradschreibmaschine zu erkennen

Nicht dokumentenechte, einfach beschichtete Karbonbänder ermöglichen eine nahezu perfekte Tippfehlerkorrektur. Diese besonderen Farbbänder werden als Carbon-C-Bänder bezeichnet. Das C steht für correctable. Mit einem erneuten Typenanschlag auf das falsche Zeichen löst bzw. hebt ein speziell auf die Farbbeschichtung abgestimmtes, leicht klebriges Korrekturband die Farbpigmente des falschen Zeichens vom Papier ab (sogenannte Lift-off-Korrektur). Diese Korrektur wird durch eine Löschtaste auf der Tastatur ausgelöst.

### Datensicherheit Karbonband
Die nur einlagig beschichteten Karbonbänder stellten ein Informationssicherheitsrisiko dar, das ihre universelle Verwendung behinderte. Wegen der nach dem Abdruck stellenweise fehlenden Farbbeschichtung können bei einem gebrauchten Karbonband die geschriebenen Schriftstücke, wenngleich ohne Leerzeichen und Formatierung, rekonstruiert werden. Außerdem könnte durch die Lift-Off-Korrektur der Text auf Dokumenten theoretisch nachträglich verändert werden, ohne dass es sichtbar würde. Aus diesem Grund dürfen korrekturfähige Karbonbänder (C) in Institutionen mit erhöhten Sicherheitsanforderungen (z. B. Banken, Kanzleien, Behörden) nicht verwendet werden. Hierfür gab es für viele Maschinen eine nachrüstbare Bankensperre, die das Einlegen einer Farbbandkassette mit einem korrekturfähigen Farbband über eine mechanische Kodierung in der Kassette verhinderte. Man erkennt diese nicht dokumentenechten Farbbandkassetten auch an dem gelben Rändelrad, mit dem man das Karbonband von Hand weiter transportieren kann. Jedoch gab es auch dokumentenechte Karbonbänder. Bei diesen Kassetten dringt, im Gegensatz zu den korrekturfähigen Karbon-C Farbbandkassetten, die Farbe ins Papier ein und kann nicht, wie oben beschrieben, mit den Klebebändern „Lift off“ (gelber Kern) vom Papier wieder abgezogen werden. Dokumentenechte Karbonbänder lassen sich nur mit einem Korrekturband mit blauem Kern korrigieren. Um zu erkennen, welche Kassetten zu welcher Korrekturmethode passen, haben die Multikarbonbänder ebenfalls ein blaues Transporträdchen. Diese Korrektur-Methode nennt sich: „Cover up“. Hierbei ist die korrigierte Stelle deutlich zu erkennen, weil anders als bei der oben beschriebenen Lift off-Methode das zu korrigierende Zeichen nur mit weißer Farbe überdeckt wird, ähnlich der Korrektur mit dem Korrekturpapier „Tipp-Ex“. Diese Art zu korrigieren wird auch für Gewebefarbbänder verwendet. Im Vergleich zu den Gewebefarbbändern ist mit einem dokumentenechten Karbonband ein gestochen scharfes Schriftbild zu erzielen. Auch Multikarbonbänder (blaues Rändelrad) lassen sich nicht mit Lift-off-Korrekturbändern korrigieren und gelten daher, wie Gewebebänder, als dokumentenecht.